# Neotropická oblast

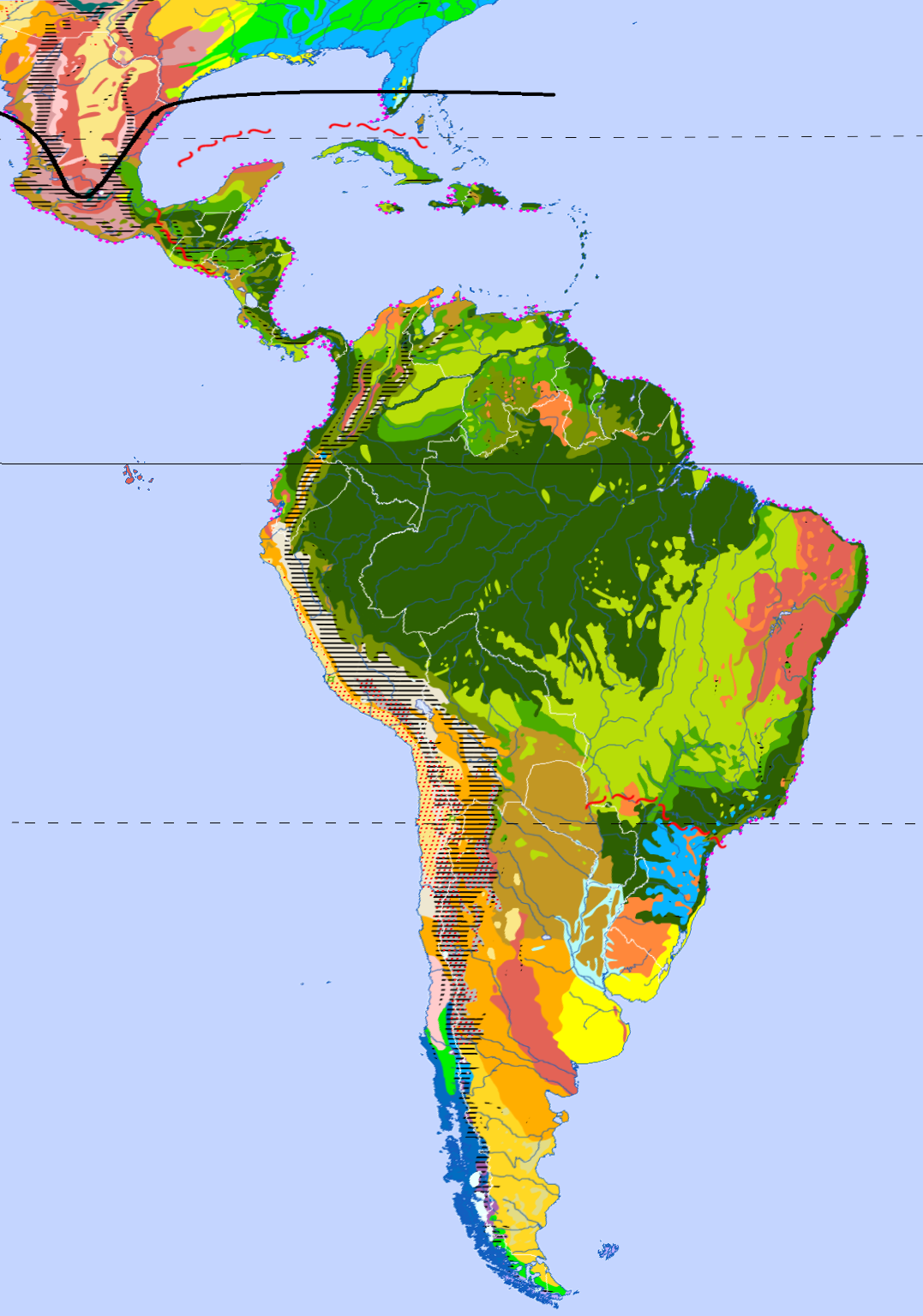
Neotropická oblast

Neotropická oblast je jedna z biogeografických oblastí. Vymezuje území táhnoucí se od mexických pouští přes Střední a Jižní Ameriku až do subantarktické zóny. Zahrnuje i ostrovy Západní Indie a Galapág.

## Vymezení
Jižní Amerika, která zahrnuje drtivou většinu neotropické oblasti, je dále členěna do pěti podoblastí. Dominantu jihoamerického kontinentu představuje Amazonská nížina, jež zahrnuje největší pralesní komplex na světě. Směrem k jižní části kontinentu naopak dominují subtropické stepní regiony, včetně Chaca. Podoblast And a tichomořského pobřeží vymezuje území od západního okraje Amazonské nížiny až po nejjižnější výspy kontinentu, včetně Galapág. Východu kontinentu dominují rozsáhlé tropické savany, jako je cerrado, s přilehlým komplexem atlantického lesa při pobřeží. Sever Jižní Ameriky zahrnuje jihoamerické karibské pobřeží a komplex tropických lesů a savan. Jedinečným ekoregionem jsou pravidelně zaplavované savany llanos, ležící v nížině v povodí řeky Orinoko.
Směrem na sever zasahuje neotropická oblast přes Panamskou šíji až do Mexika. Tyto pevninské areály pokrývají především různé typy lesních stanovišť, od suchých jehličnatých lesů podél tichomořského pobřeží Mexika až po husté tropické lesy se suchými pobřežními lesy okolo Panamského zálivu. Výčet uzavírá samostatná podoblast ostrovů v Karibském moři, jakož i nejjižnější výspy Floridy, typické zaplavovanými pastvinami a příbřežními mangrovníkovými porosty.

## Biogeografie
Složení flóry a fauny neotropické oblasti bylo ovlivněno jak gondwanskou historií Jižní Ameriky, tak její dlouhodobou izolaci v průběhu kenozoika. Lze zde tedy pozorovat jak četné endemitní skupiny, tak skupiny typické především pro další kontinenty jižní polokoule. Z rostlinstva lze tento odkaz demonstrovat například na rozšíření pabuků (Nothofagus), typických jinak pro australskou oblast; ze živočišstva zde stále přežívají například vačnatci, respektive nejbazálnější linie jejich korunové skupiny. Velká část druhové bohatosti této oblasti je dávána rovněž do souvislosti s klimatickými změnami v průběhu čtvrtohor, během nichž docházelo k fragmentaci původních lesních stanovišť. Neotropická oblast představuje též klasický příklad vlivu pevninského mostu na distribuci živočichů, s postupnou migrací severoamerických forem jižně a vice versa. Největší výměna druhů, tzv. velká americká výměna neboli GABI, vyvrcholila v průběhu pliocénu a pleistocénu, kdy došlo k vytvoření Panamské šíje mezi Severní a Jižní Amerikou a překlenutí dříve oddělených kontinentů. Především migrační vlny ze severu vedly k postupné změně složení jihoamerické fauny.
V rámci flóry patří mezi charakteristické čeledi kaktusovité (Cactaceae), broméliovité (Bromeliaceae), karyokarovité (Caryocaraceae), oreláníkovité (Bixaceae), Columelliaceae, pěknorožkovité (Calyceraceae), dosnovité (Cannaceae), markgraviovité (Marcgraviaceae) či navinulcovité (Cyclanthaceae); dále lze jmenovat rody Heliconia, Tropaeolum, Goupia, Phyllonoma, Brunellia, Agave a Yucca a také několik rodů pantropických palem (Euterpe, Sabal, Jubaea).
Mezi zvláště úspěšnými savčími skupinami se etablovaly různé linie hlodavců. Dnes poskytuje Jižní Amerika domov četným taxonomickým skupinám hlodavců ze skupiny Caviomorpha, z nichž lze jmenovat morčatovité (Caviidae), včetně největšího známého hlodavce kapybary, dále pakaranovité (Dinomyidae), agutiovité (Dasyproctidae), osmákovité (Octodontidae), tokotukovité (Ctenomyidae), činčilákovité (Abrocomidae) či korovité (Echimyidae). Z dalších savců typických pro neotropickou oblast lze jmenovat například endemitní vačíkovité (Caenolestidae) a vačicovité (Didelphidae), postupně proniknuvší i do Severní Ameriky, dále chudozubé či četné čeledi vampýrovců. Mezi klasické „migranty“ ze severu lze zařadit šelmy, které pronikly do Jižní Ameriky až v průběhu GABI. Výjimkou jsou nicméně medvídkovití (Procyonidae), jejichž migrace je datována již do svrchního miocénu. Dnes zde leží centrum jejich diverzity: ze zde žijících druhů lze jmenovat např. kynkažu, olinguita či různé nosály. Specifická situace nastává v případě ploskonosých opic, které se vyskytují výhradně v neotropické oblasti, ale zjevně nikdy v historii nevyužily migrační trasu ze Severní Ameriky. Primáti podle dostupných indicií kolonizovali Jižní Ameriku z Afriky přes otevřený oceán, a to v dobách snížené mořské hladiny za oligocénu.
Vysoká je i diverzita a endemismus místního ptactva. Mezi čeledi vyskytující se výhradně v neotropické oblasti patří např.: nanduovití (Rheidae), tinamovití (Tinamidae), kamišovití (Anhimidae), hokovití (Cracidae), hoacinovití (Opisthocomidae), seriemovití (Cariamidae), trubačovití (Psophiidae), kurlanovití (Aramidae), slunatcovití (Eurypygidae), písečníkovití (Thinocoridae), potuovití (Nyctibiidae), kotingovití (Cotingidae), lenivkovití (Bucconidae), leskovcovití (Galbulidae) a mnohé další.
Z plazů typických pro neotropickou oblast lze jmenovat např. kajmany, matamatovité želvy (Chelidae) anebo hroznýše (Boinae) – včetně rodu anakonda, nejtěžšího hada světa. Z obojživelníků jsou typické různé rosničkovité žáby (Hylidae), dále hvízdalkovití (Leptodactylidae), pralesničkovití (Dendrobatidae) či atelopové (Atelopus); mnoho zástupců tohoto druhově početného rodu je však pokládáno za novodobě vyhynulé. Řada neotropických ryb vykazuje afinity s africkými skupinami – jmenovat lze např. ostnojazykovité (Osteoglossidae), které zahrnují i gigantickou arapaimu velkou, dále cichlidy (Cichlidae) či tetrovité (Characidae). Jižní Amerika zároveň poskytuje domov jedinému žijícímu novosvětskému bahníkovi – Lepidosiren paradoxa.

## Galerie

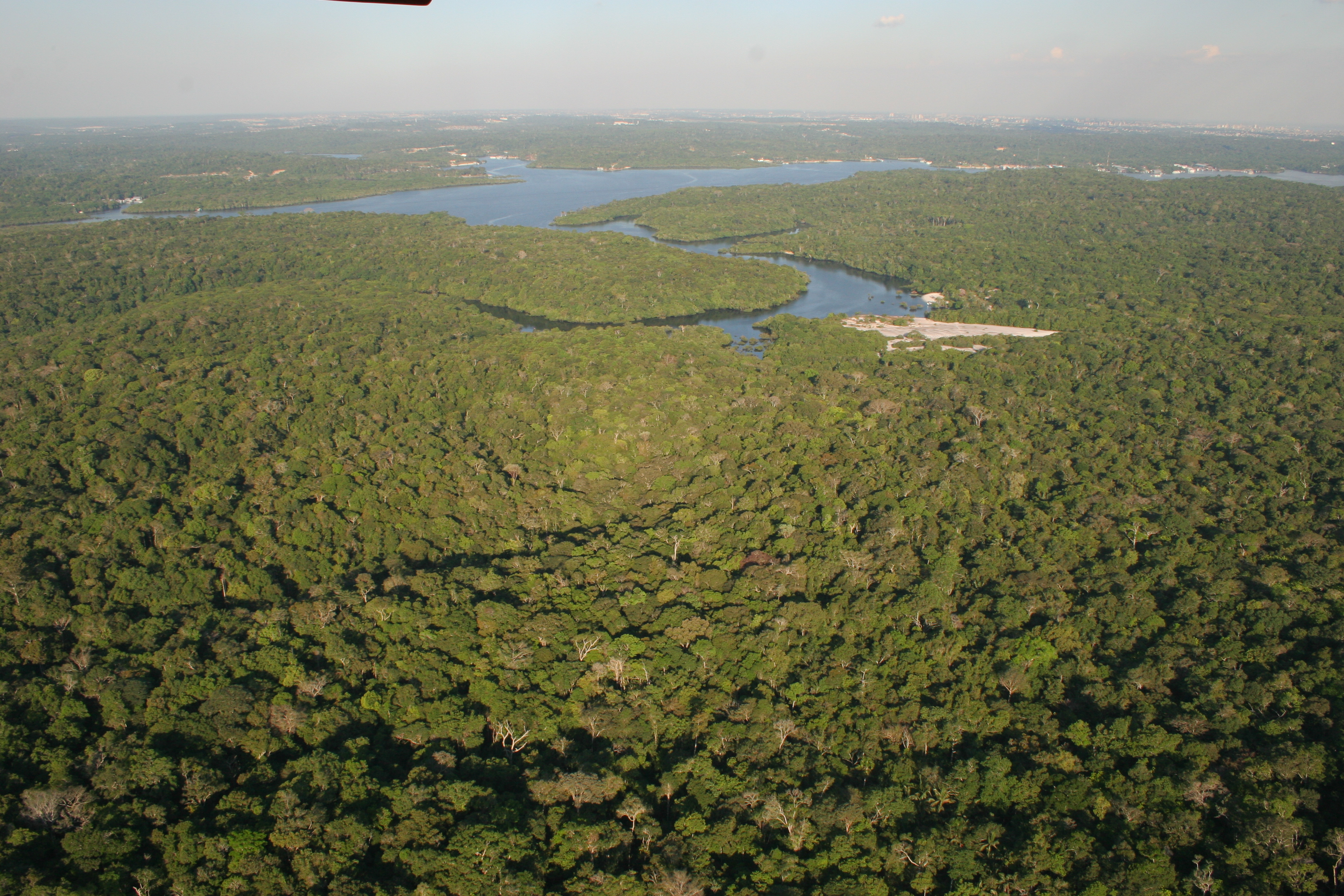
Brazilská část amazonského deštného lesa (Manaus)
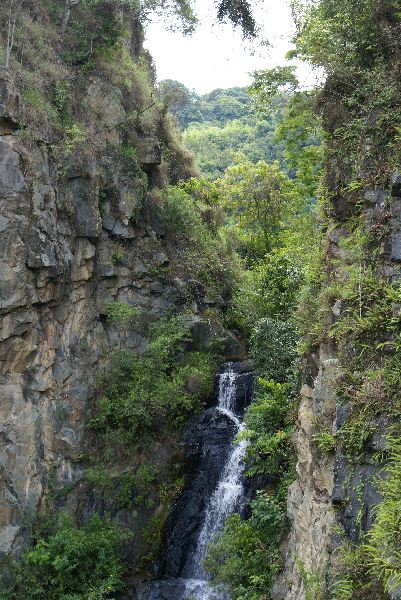
Atlantický les ve státě Paraná
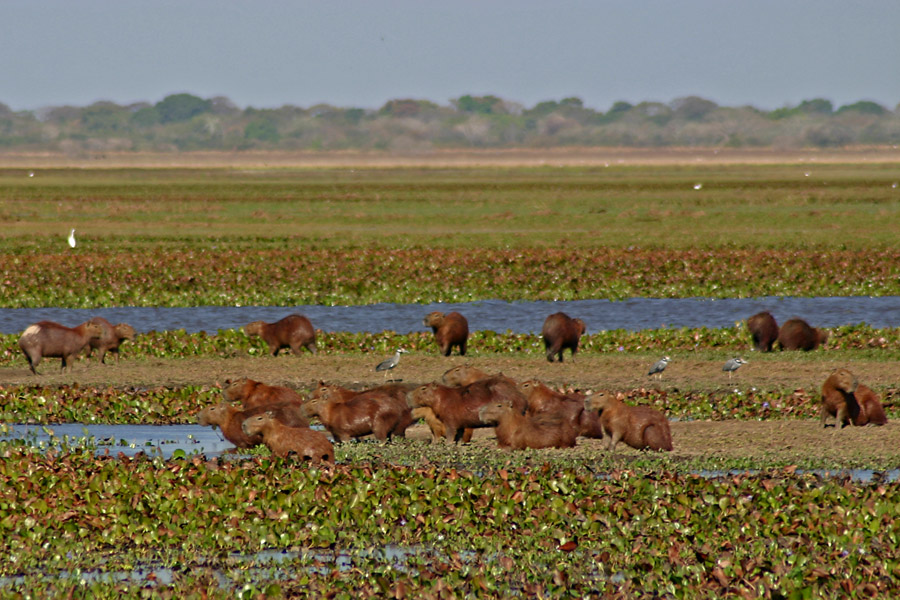
Kapybary v ekoregionu llanos
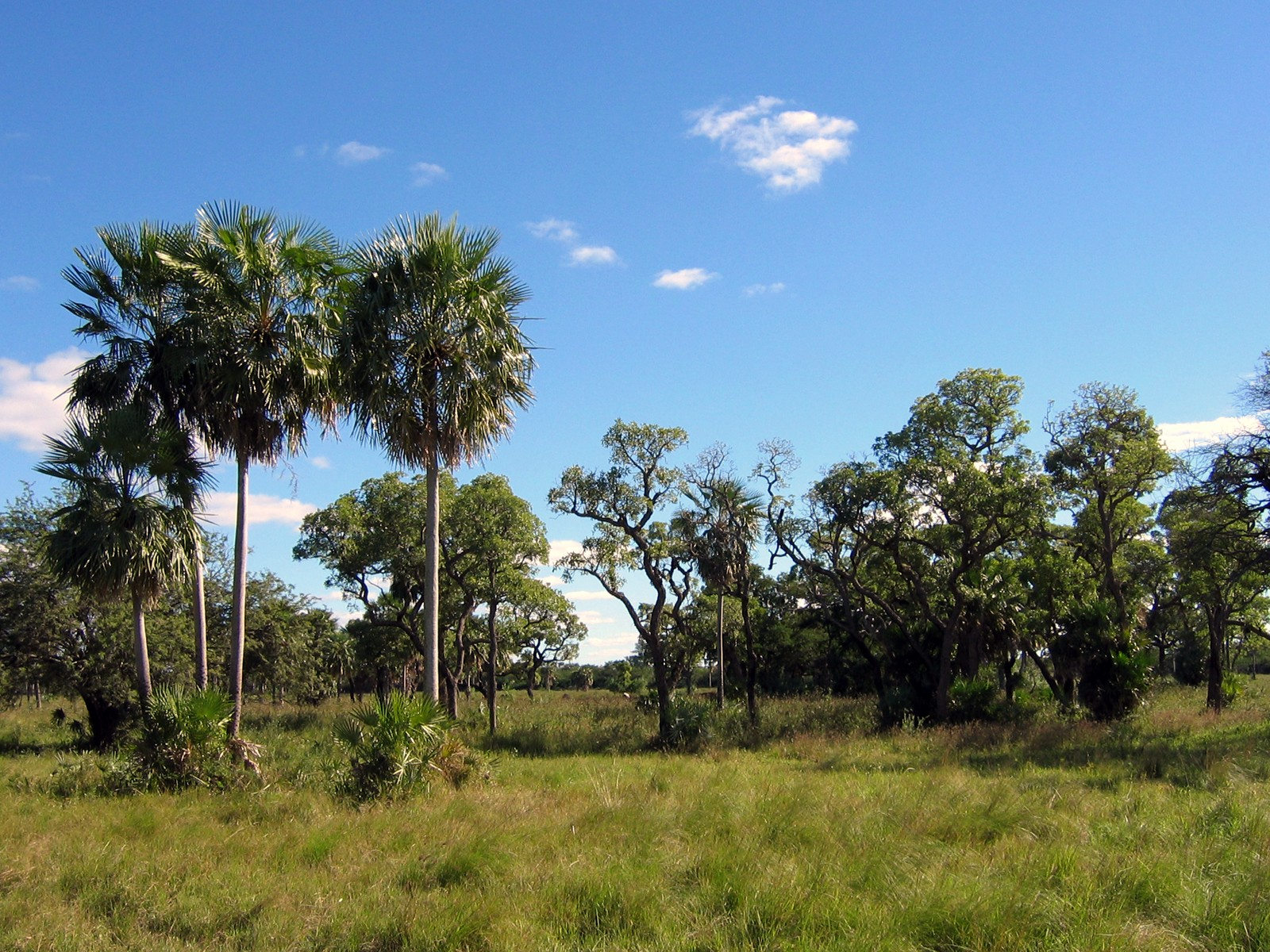
Paraguayské Gran Chaco
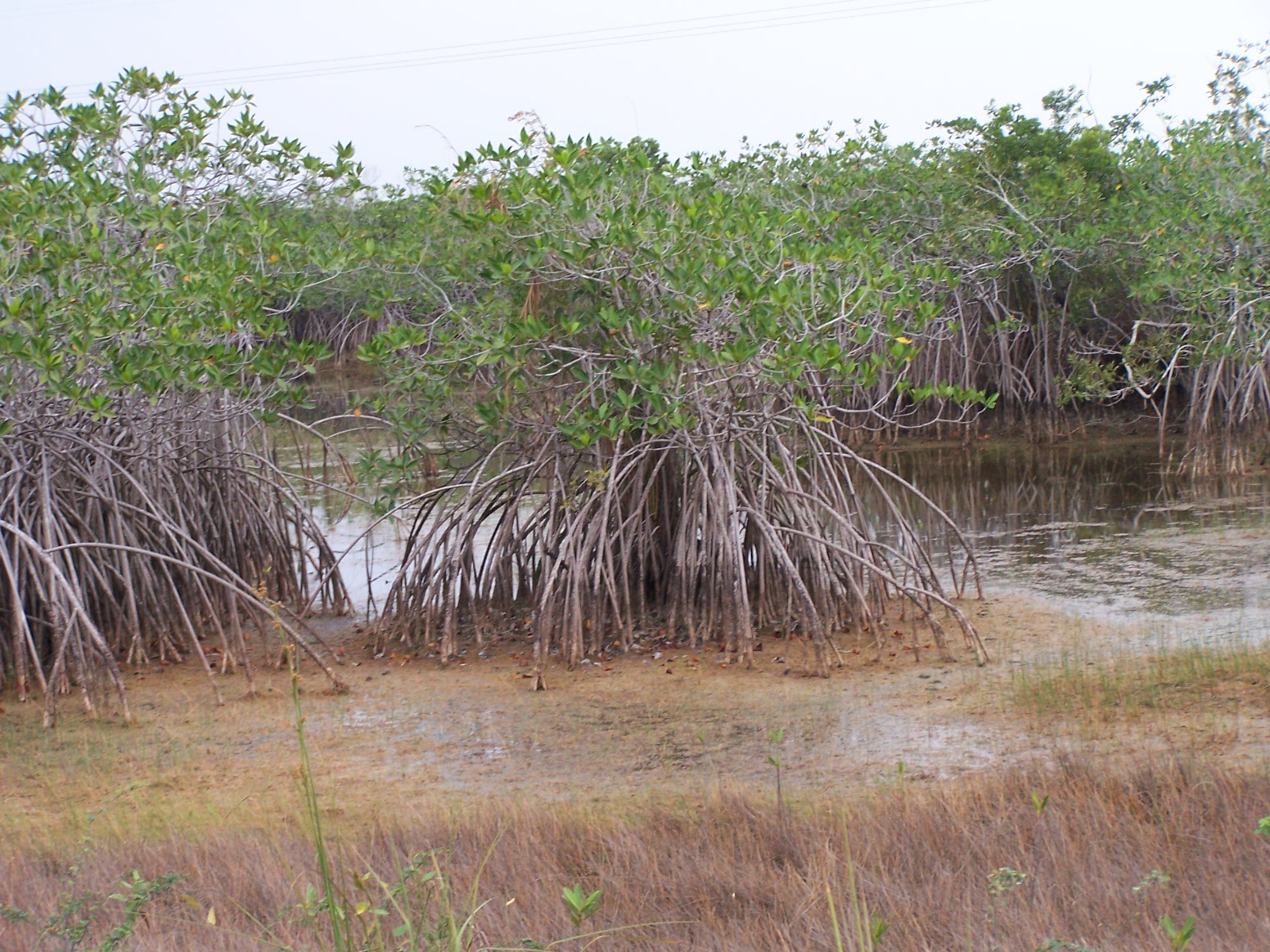
Mangrovníky v Belize
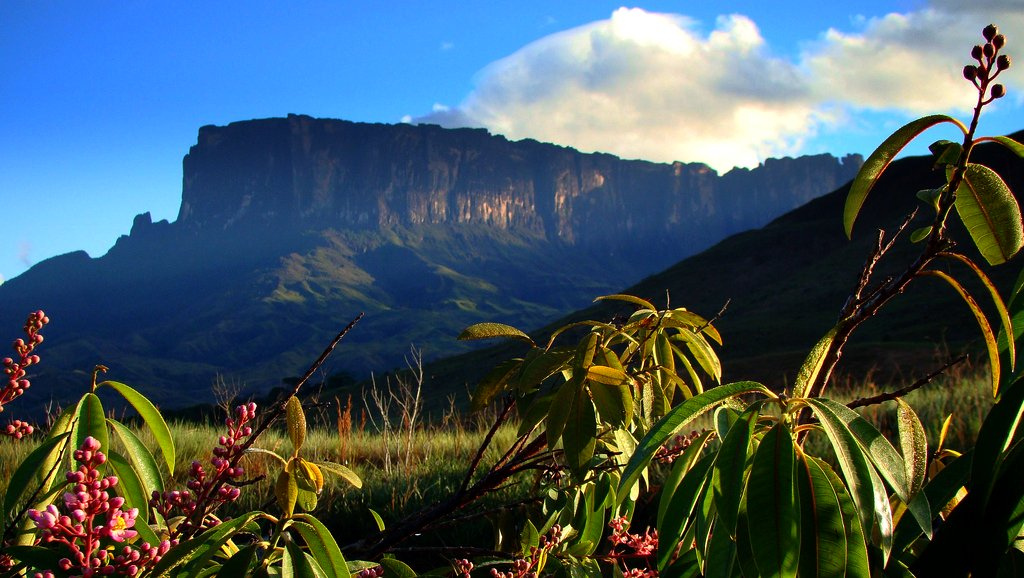
Záběr na tepui v Guyanské vysočině
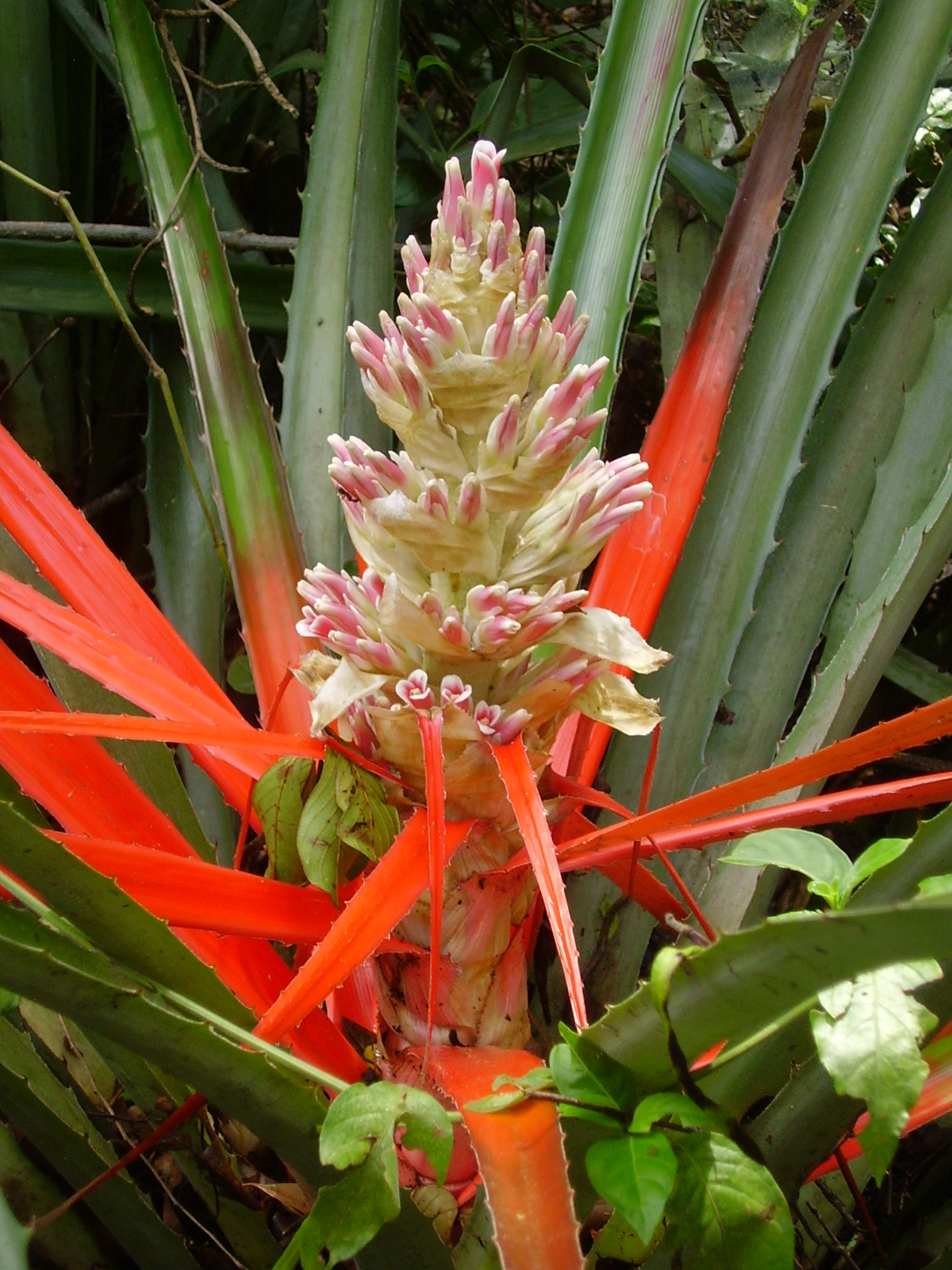
Bromelia balansae
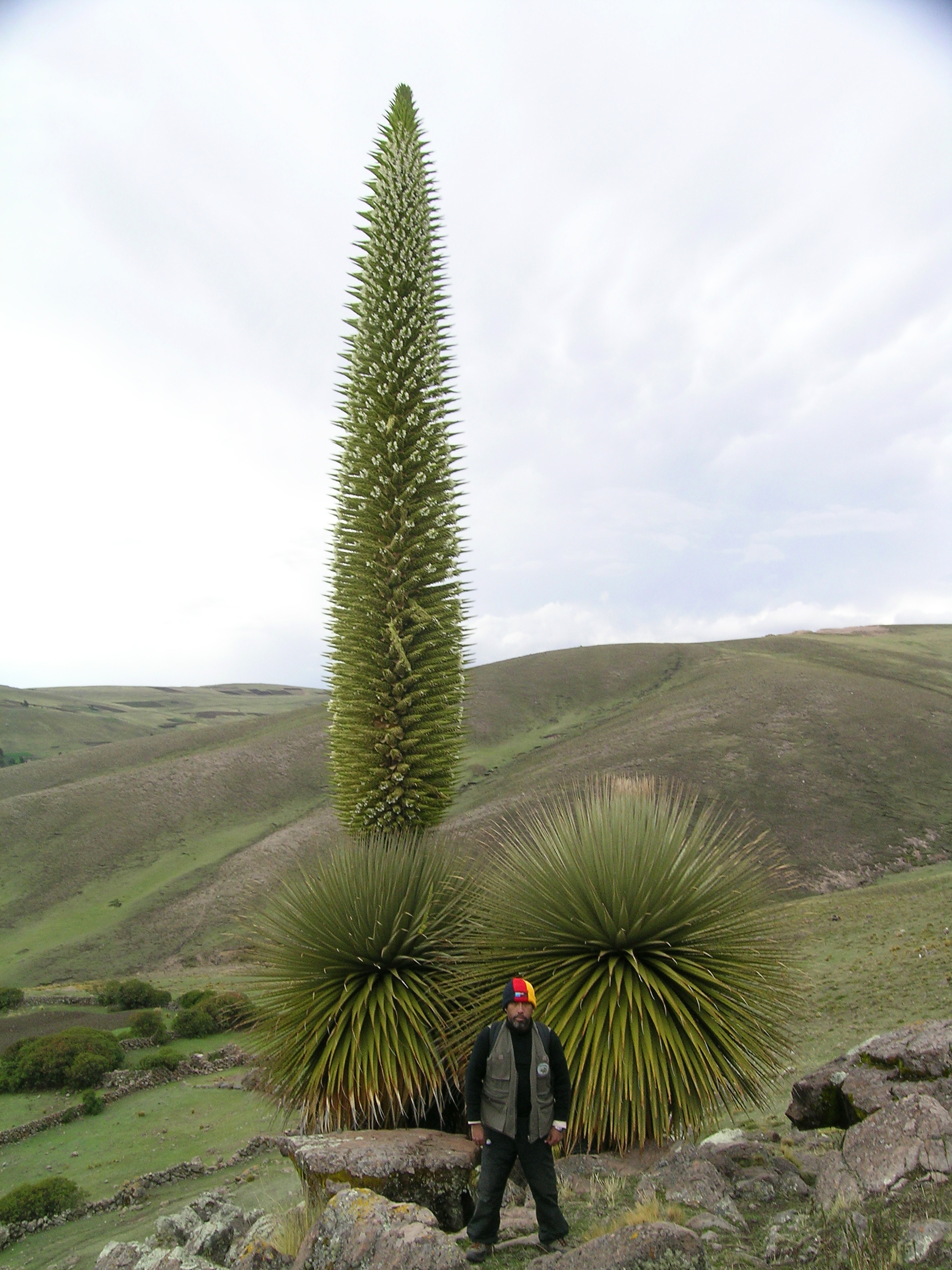
Puja Raimondova, největší druh z čeledi broméliovité
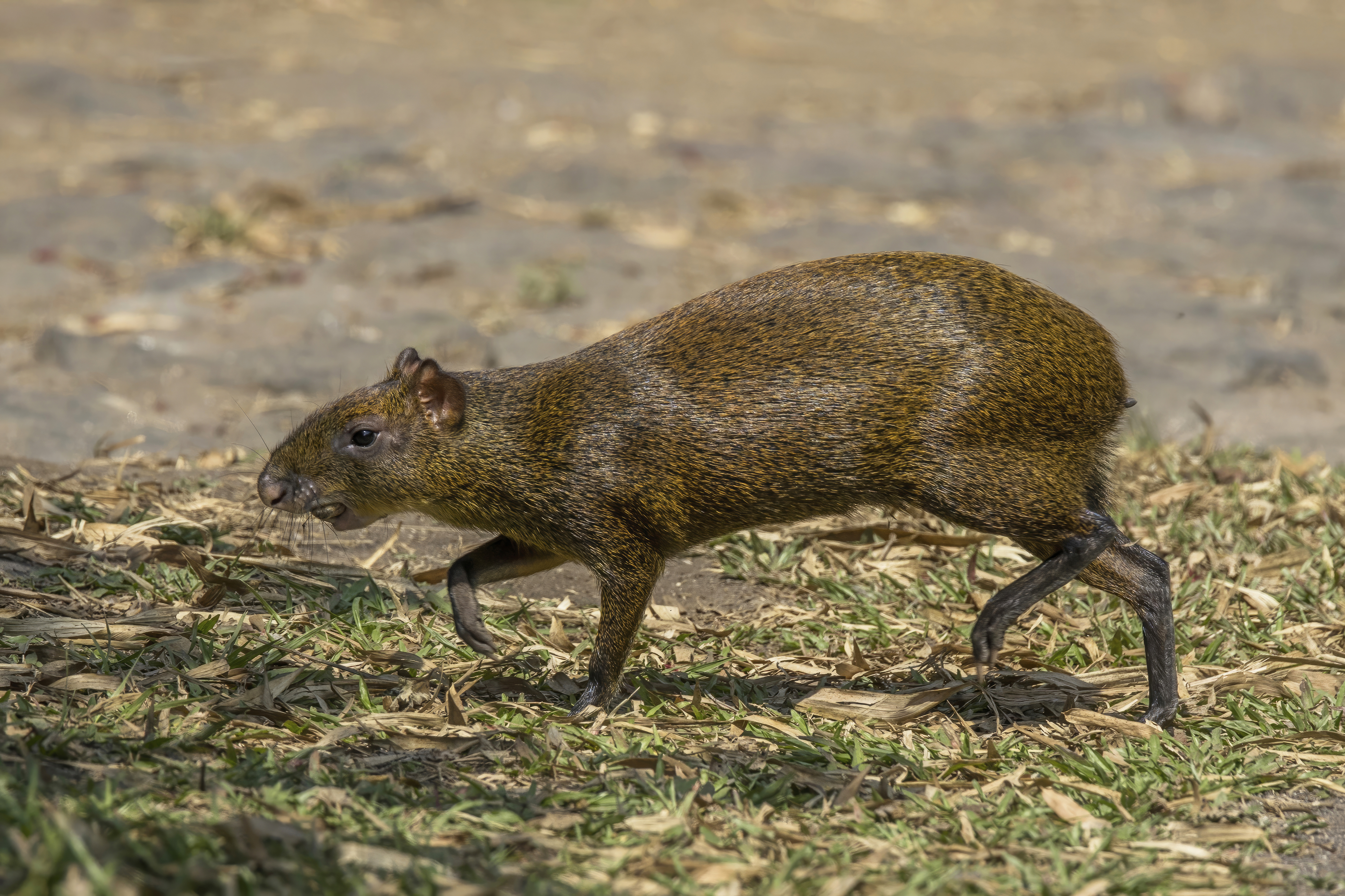
Aguti středoamerický, jeden ze zástupců početně diverzifikované skupiny hlodavců
Jaguár americký je vrcholovým predátorem neotropické oblasti
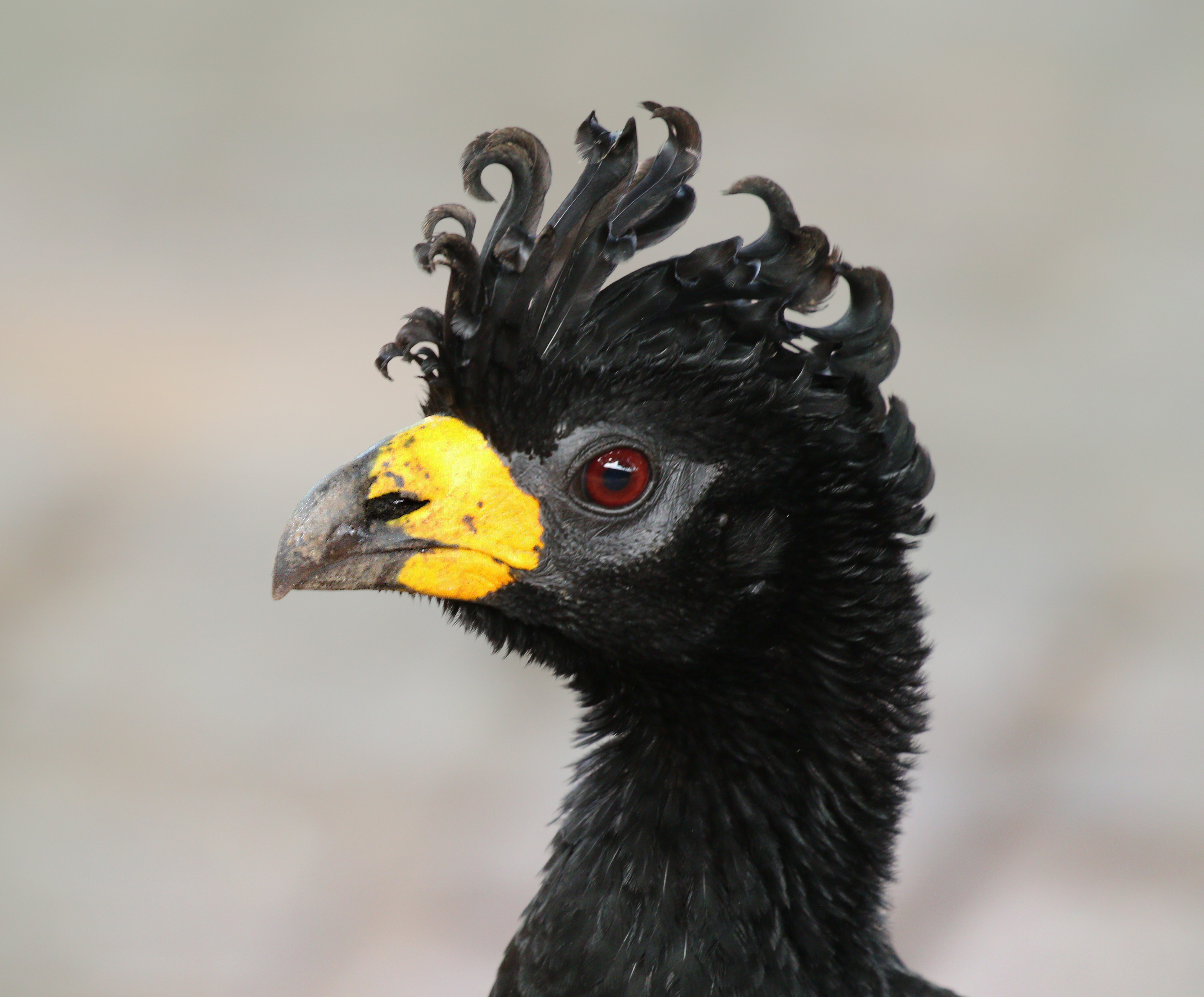
Hoko žlutolaločný, detail hlavy samce
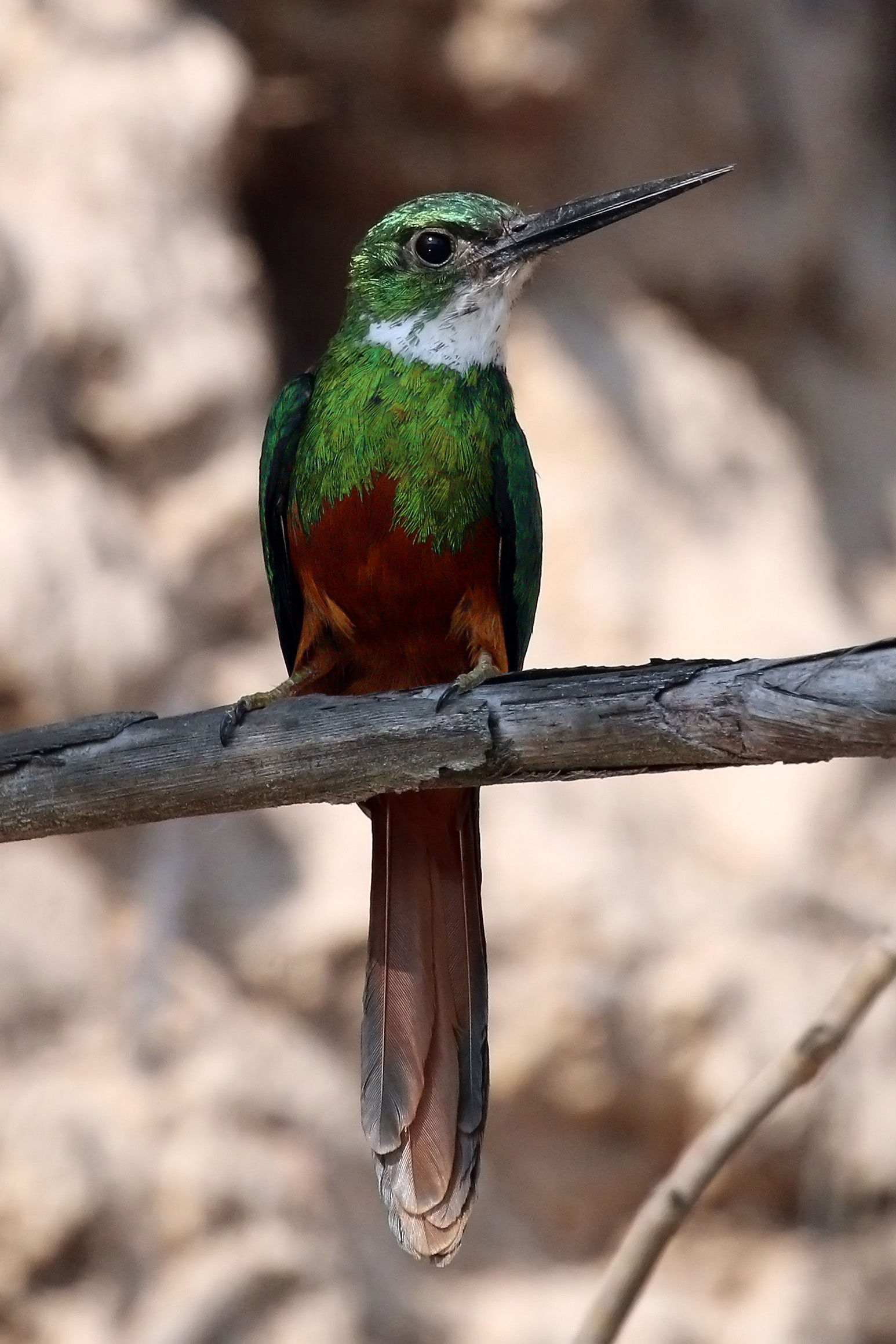
Leskovec neotropický
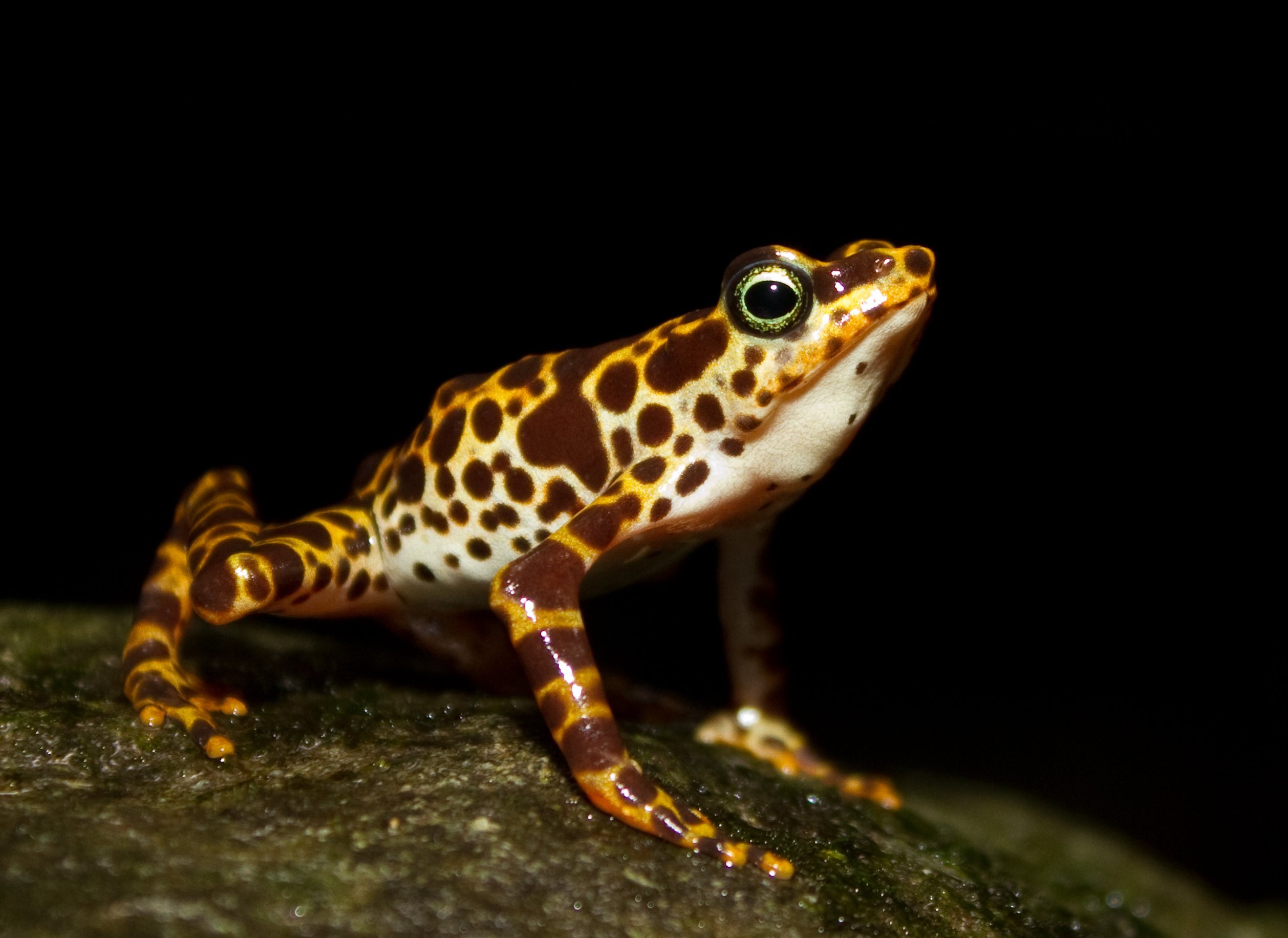
Atelopus darienský
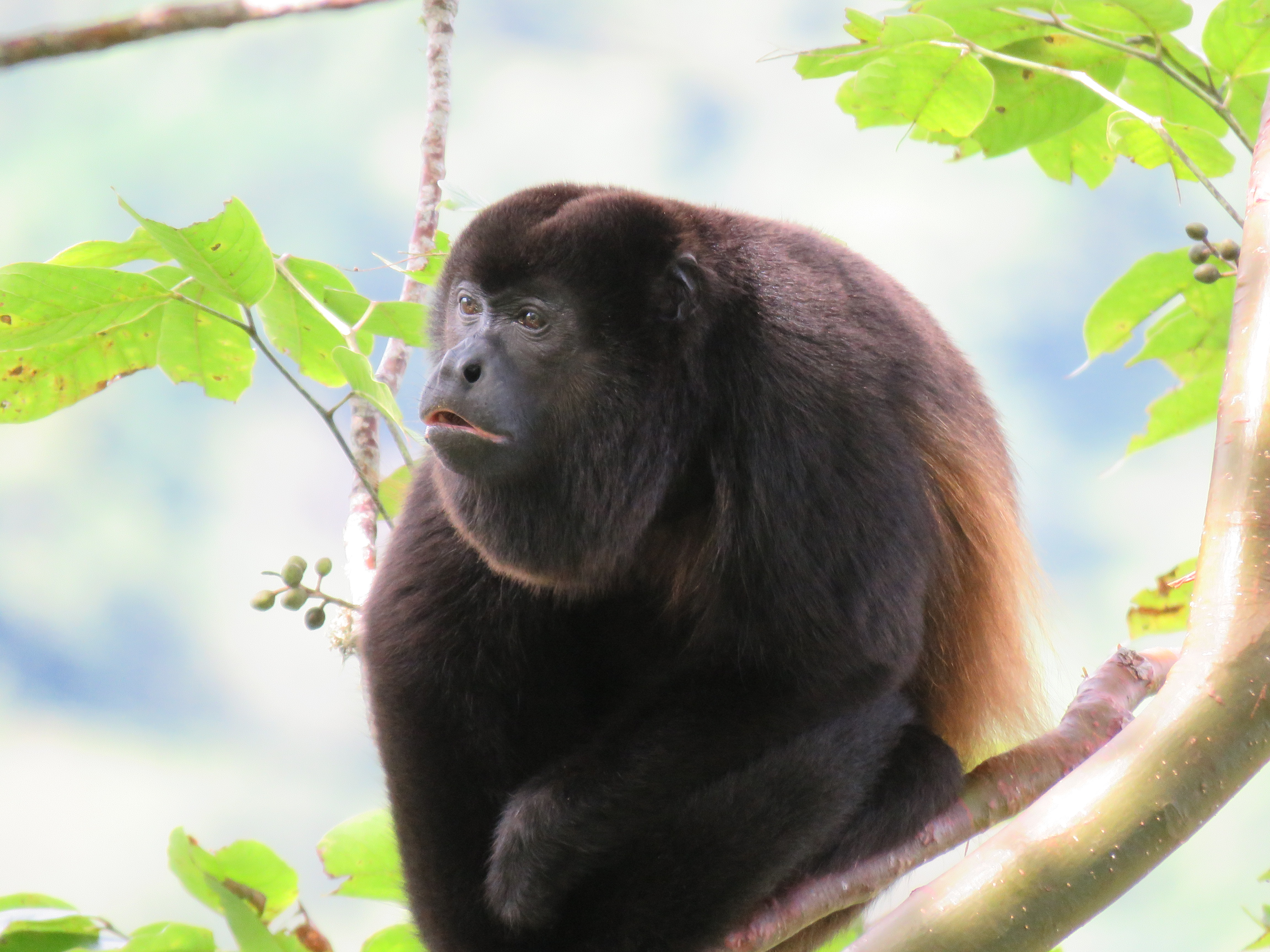
Vřešťan pláštíkový je jednou z mnoha ploskonosých opic